# Ghizela
Ghizela (in ungherese Gizellafalva, in tedesco Giseladorf) è un comune della Romania di 1231 abitanti, ubicato nel distretto di Timiș, nella regione storica del Banato. 
Il comune è formato dall'unione di 4 villaggi: Ghizela, Hisiaș, Paniova, Șanovița.